# ささきむつみ
ささき むつみ（2月17日 - ）は、日本のイラストレーター。北海道出身。男性。
ゲームのキャラクターデザインなどを手がける。所属はフリー。

## 作品リスト
キャラクターデザイン
- Memories Off
- Memories Off 2nd
- HAPPY☆LESSON
- 双恋
- Myself ; Yourself
- CHAOS;HEAD
- CHAOS;HEAD らぶChu☆Chu!
- 携帯恋愛ゲーム『マジカ★マジカ』
- L@ve once
- CHAOS;CHILD
- ASMR＆イラストストーリー『吸血鬼マニアックグルメナース』

イラストレーション
- アクエリアンエイジ
- アクエリアンエイジ オルタナティブ
- みすてりあるキャラねっと（著：清涼院流水）
- キャラねっと 愛$探偵の事件簿（著：清涼院流水）
- フタコイ オルタナティブ 恋と少女とマシンガン（パッケージイラストのみ）
- 「自由」（ガンガンONLINE2009年10月29日）

漫画
- おんたま。（ウェブコミック誌『YOMBAN』不定期連載中）

Other
- ヨーグルティング

書籍
- ささきむつみ画集 ART WORKS 1998-2005 (ISBN 978-4-8402-3295-1)
- est―ささきむつみ自選画集 (ISBN 978-4-8401-2200-9)